# ورزشگاه السلام

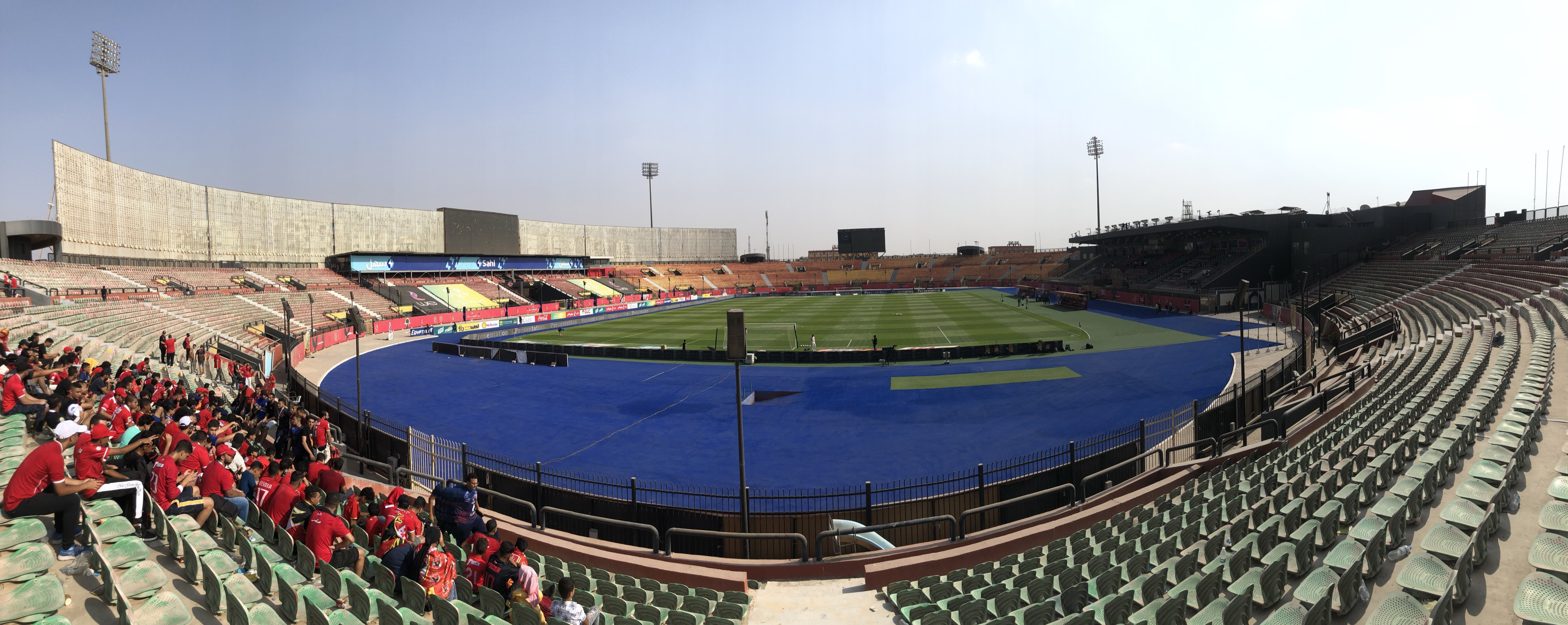
نمایی از ورزشگاه السلام در سال ۲۰۲۲

ورزشگاه السلام (عربی: ستاد السلام) یا ورزشگاه تولید نظامی قاهره (عربی: ستاد الانتاج الحربی)، یک ورزشگاه چند منظوره است که بیشتر برای مسابقات فوتبال استفاده می‌شود و دارای ظرفیت کامل ۳۰٬۰۰۰ نفر است. این ورزشگاه محل اصلی بازی‌های تیم باشگاه فوتبال الانتاج الحربی در لیگ برتر فوتبال مصر است. ورزشگاه همچنین گاهی اوقات میزبان بازی‌های خانگی الاهلی است. این ورزشگاه در سال ۲۰۰۹ ساخته شده‌است و در جریان مسابقات جهانی زیر ۲۰ سال ۲۰۰۹ میزبان گروه B بود. این ورزشگاه همچنین میزبان مسابقات گروه D در جام ملت‌های آفریقا ۲۰۱۹ در مصر بود.